# Augo Lynge
Augustinus Telef Nis „Augo“ Lynge [ˌau̯gosˈtiːnus ˈtɛːlɛf nis ˈaçːu ˈløŋə] (* 16. Oktober 1899 in Qeqertarsuatsiaat; † 30. Januar 1959 im Atlantik am Kap Farvel) war ein grönländischer Politiker, Lehrer und Schriftsteller.

## Leben

### Familie und Jugend
Augo Lynge war der Sohn des Katecheten Pavia Benediktus Jakob Lynge (1874–1943) und seiner Frau Bendtea Else Ane Louise Heilmann (1880–1960). Er war das älteste Kind der Familie und hatte vier jüngere Schwestern und einen jüngeren Bruder. Seine älteste Schwester Magdalene Bolette Ane (1902–?) heiratete den Katecheten Jakob Lund (1900–1979), einen Sohn des Dichters Henrik Lund (1875–1948). Über sie war er der Onkel des Politikers Henrik Lund (1939–2003).
Sein Vater diente von 1897 bis 1900 als Katechet in Qeqertarsuatsiaat, wo Augo geboren wurde. Anschließend wurde er nach Alluitsoq versetzt, wo er aufwuchs.

### Ausbildung, Heirat und Karriere als Lehrer
Augo Lynge besuchte Grønlands Seminarium in Nuuk, wo er 1921 das Lehrerexamen ablegte. Anschließend besuchte er von 1922 bis 1923 einen Fortbildungskurs im dänischen Jelling und danach von 1923 bis 1924 in Kopenhagen. Nach seiner Rückkehr wurde er als Lehrer an Grønlands Seminarium angestellt, aber erst 1930 zum eigentlichen Seminariumslehrer befördert. Von 1932 bis 1933 war er in Dänemark, um an der dortigen Lehrerhochschule eine weitere Fortbildung durchzuführen.
Am 12. Juli 1925 heiratete er in Nuuk Ketura Bolette Sofie Edel Heilmann (1901–1939), die Tochter des Jägers Abel Peter Ole Heilmann (1880–?) und seiner Frau Martha Bolette Kristine Holm (1883–1924). Aus der Ehe gingen sieben Kinder hervor:
- Lars Peter Niels Lynge (* 1927)
- Martha Ane Lynge verh. Sørensen (* 1929)
- Kunuk Pavia Lynge (* 1932), wurde Bürgermeister der Gemeinde Nuuk
- Astrid Bendtia Lynge verh. Larsen (* 1934)
- John Amos Lynge (* 1935)
- Marie Gudrun Lynge verh. Petrussen (* 1938)
- Lise Helga Lynge verh. Rasmussen (* 1938)

### Politisierung und zweite Ehe
Von 1930 bis 1942 war er Mitglied des Gemeinderats von Nuuk, wobei er von 1934 bis 1938 dessen Vorsitzender war. Augo Lynge war für seine Zeit außerordentlich politisch interessiert. 1931 verfasste er den Zukunftsroman Ukiut 300-ngornerat („Das 300. Jubiläum“), das im Jahr 2021 300 Jahre nach der Ankunft von Hans Egede spielt. In dem Buch präsentiert er ein utopisches modernes Grönland nach europäischen Standards mit einer aufgeklärten Bevölkerung. Das Buch war nach Mathias Storchs 1914 veröffentlichten Singnagtugaĸ der zweite grönländische Roman. Es wurde 1959 und 1973 neu verlegt, 1989 ins Dänische übersetzt (Trehundrede år efter „Dreihundert Jahre danach“) und 2015 ins Französische (Trois cents ans après. Grønlandshavn en 2021 „Dreihundert Jahre danach. Grønlandshavn 2021“). In dem Buch basiert die grönländische Wirtschaft hauptsächlich auf der Fischerei, die in den ersten Jahrzehnten des 20. Jahrhunderts die Robbenjagd als primäre Einkommensquelle ablöste. Augo Lynge setzte sich während seiner gesamten politischen Karriere für die Verbesserungen der Erwerbsbedingungen der Fischer ein.
1933 publizierte er einen Zeitungsartikel über Sport in Dänemark in der Atuagagdliutit und rief zur Gründung von Sportvereinen auf, was noch im selben Jahr geschah. Er kann somit auch als Initiator des grönländischen Sportwesens angesehen werden.
Bildung und Aufklärung – vor allem der Jugend – waren ihm wichtig, und so gab er von 1934 bis 1948 die Zeitschrift Tarĸigssût („Lampenstab“) heraus, die als Debattenforum diente. 1941 gründete er die Jugendvereinigung Nunavta ĸitornai („Die Kinder unseres Landes“). Der Name wurde von Vittus Qujaukitsoq für seine 2018 gegründete Partei Nunatta Qitornai übernommen, hat aber keinen inhaltlichen Bezug. Augo Lynge verfasste auch mehrere Lehrbücher. Ein zoologisches Lehrbuch schrieb er alleine, ein geografisches Buch gemeinsam mit Mikael Gam und ein grönländisches Lesebuch gemeinsam mit Aage Bugge.
Sein Ziel war die Gleichstellung Grönlands mit Dänemark und die damit verbundene Modernisierung, da laut seiner Ansicht nur so eine bessere Gesellschaft in Grönland erreicht werden konnte.
Nach dem Tod seiner ersten Frau heiratete Augo Lynge am 8. Dezember 1940 in Nuuk Emilie Bolette Mariane Anna Lund (1914–?), die Tochter des Zimmermanns Peter Frederik Jørgen Kristoffer Lund (1884–1952) und seiner Frau Helga Marie Helene Møller (1896–?). Sie war eine Schwester von Miilu Lars Lund (1929–2015). Aus dieser Ehe gingen zwei weitere Kinder hervor:
- Helga Ketura Kristine Lynge verh. Lillemark (* 1945)
- Augo Lund Lynge (* 1957)

### Kampf für die Dekolonialisierung
Er nahm als einer der grönländischen Vertreter an den Verhandlungen von 1939 Grönlands im Grönlandausschusses im dänischen Reichstag über die Zukunft teil. Nach dem Krieg war er auch grönländischer Vertreter bei den Verhandlungen von 1946. Von 1948 bis 1949 war er kommissarischer Sysselratsvorsitzender des Kolonialdistrikts Godthaab. 1949 vertrat er Jørgen Chemnitz im südgrönländischen Landesrat. Er setzte sich für die Abschaffung der indirekten Wahlen in Grönland und die Einführung von Direktwahlen durch die Bevölkerung ein, was 1950 geschah. 1951 wurde er in den ersten gesamtgrönländischen Landesrat gewählt. Von 1952 bis 1953 war er festes Mitglied des Grönlandausschusses, nachdem Grönland dort 1950 zwei feste Plätze erhalten hatte. Er setzte sich stark für die Abschaffung des Koloniestatus Grönlands ein und hatte hiermit 1953 Erfolg. Grönland wurde gleichberechtigter Teil des Königreichs Dänemark und Grönland erhielt zwei Plätze im Folketing. Augo Lynge wurde im Wahlkreis Südgrönland gewählt, während Frederik Lynge für Nordgrönland ins Folketing einzog. Beide waren somit die ersten grönländischen Abgeordneten in Dänemark. Poul Hugo Lundsteen schrieb posthum von „einer Wahl, die keine Wahl war, denn Augo Lynge war in den Augen der Bevölkerung vorausgesetzt.“
Von 1952 bis 1955 war er Vorsitzender der Grönländischen Volksaufklärungsvereinigung. 1953 wurde er Vorstandsmitglied der König-Frederiks-IX.-und-Königin-Ingrids-Stiftung zur Tuberkulosebekämpfung. 1952 wurde er zum Ritter des Dannebrogordens ernannt.

### Haltung und historische Einordnung
Augo Lynge wird eine doppelte Identität zugeschrieben, die bisweilen verwirrend erscheint. Er sah sich als Grönländer und wollte die grönländische Gesellschaft fördern und weiterentwickeln, sah als einzigen Weg hierfür aber die Europäisierung, für die er politisch so sehr kämpfte. Kurz vor seinem Tod ließ er folgendes verlauten, was von Poul Hugo Lundsteen und Peter K. S. Heilmann posthum als sein politisches Testament angeführt wurde.

„Af blod og sind er grønlænderen i dag mere europæer end eskimo. Det er kun hans eskimoiske sprog, der får ham til at tro, at han er „kalâleĸ“. Det er ligesom mange er tilbøjelige til at anerkende eskimoiske stammefrænder som de eneste frænder, mens man ofte halvvejs glemmer den faktiske europæiske (nordiske) afstamning. Det kan selvølgelig være nyttigt på forskellig måde at genoprette den tabte kontakt med stammefrænderne i Nordamerika, men eskimoisk fællesskab på grundlag af sproget, er der vist ikke så megen fremtid i. Sagen er den, at vore stammefrænder i Alaska allerede er gået over til „rigssproget“ engelsk, og jeg er bange for, at canadierne er ved at gøre det samme. Deres børn har 8–10 år engelsk i skolerne. Vi må snart se i øjnene, at enhver dybere forbindelse med disse stammefrænder må ske gennem det engelske sprog! Det er min overbevisning, at vi bør følge stammefrændernes eksempel. — Grønlænderne må lære rigssproget, det danske sprog, på langt mere effektiv måde end i dag. Hvis vi fortsætter som i dag, sakker vi snart bagud også overfor stammefrænderne. Det er vi allerede i forhold til alaskaeskimoerne. Det er ikke en uvigtig opgave for os at lære det danske sprog. Arbejdet i de dansksprogede børnehaver bør udvides, således at der på alle større pladser findes sådanne. Mange flere grønlændere bør sætte deres børn i dansksprogede skole, hvor der er mulighed herfor. Det er ikke nok, at dansk tales i skolerne. Det må også tales udenfor, således at de grønlandske børn og unge mennesker også kan vokse op ved at høre det danske sprog. Vi bør derfor have mange flere dansktalende i hver by, på hver beboet plads. For — nu må det være forbi med isolationspolitik[k]en. Den har mistet sin berettigelse. Nu er den kun en hemsko med hensyn til udviklingen. — Sprogskillemuren mellem rigsfæller bør brydes ned. Jo tidligere det sker, desbedre for os grønlændere.“

„Im Blute und Geiste ist der Grönländer heute mehr Europäer als Eskimo. Es ist nur seine grönländische Sprache, die ihn glauben lässt, er sei „Kalaaleq“. Das ist genauso wie viele dazu neigen, die eskimoischen Stammesfreunde als die einzigen Freunde anzuerkennen, während man oft halbwegs die tatsächliche europäische (nordische) Abstammung vergisst. Es kan natürlich auf verschiedene Weise nützlich sein, den verlorengegangenen Kontakt zu den Stammesfreunden in Nordamerika wiederherzustellen, aber in eskimoischer Gemeinschaft auf der Grundlage der Sprache liegt sicherlich keine große Zukunft. Die Sache ist die, dass unsere Stammesfreunde in Alaska schon zur „Reichssprache“ Englisch übergegangen sind, und ich befürchte, dass die Kanadier dabei sind, dasselbe zu tun. Ihre Kinder haben 8–10 Jahre Englisch in den Schulen. Wir müssen bald ins Auge sehen, dass jedwede tiefere Verbindung mit diesen Stammesfreunden durch die englische Sprache geschehen muss! Es ist meine Überzeugung, dass wir dem Beispiel der Stammesfreunde folgen müssen. — Die Grönländer müssen die Reichssprache lernen, die dännische Sprache, auf eine weitaus effektivere Weise als heute. Wenn wir weitermachen wie heutzutage, fallen wir bald auch hinter den Stammesfreunden zurück. Das sind wir schon gegenüber den Alaskaeskimos. Es ist keine unwichtige Aufgabe für uns, die dänische Sprache zu lernen. Die Arbeit in den dänischsprachigen Kindergärten muss ausgeweitet werden, sodass es in allen größeren Orten solche gibt. Viel mehr Grönländer sollten ihre Kinder in dänischsprachige Schulen tun, wo dies möglich ist. Es reicht nicht, dass Dänisch in den Schulen gesprochen wird. Es muss auch außerhalb gesprochen werden, sodass die grönländischen Kinder und jungen Menschen auch mit dem Hören der dänischen Sprache aufwachsen können. Wir brauchen deswegen viel mehr Dänischsprecher in jeder Stadt, an jedem bewohnten Ort. Denn — jetzt muss es vorbei sein mit der Isolationspolitik. Sie hat ihre Berechtigung verloren. Jetzt ist sie nur ein Hemmschuh hinsichtlich der Entwicklung. — Die Sprachmauer zwischen den Reichspartnern muss abgerissen werden. Je früher dies geschieht, desto besser für uns Grönländer.“

Bereits 1938 hatte er in einem Zeitungsartikel die Grönländische Sprache als „todesgeweiht“ bezeichnet und jedwedes Festhalten an ihr als „lebensverlängernd“, aber „nicht lebensrettend“ bezeichnet. Hierfür erhielt er starke Kritik, da er die Rolle der Sprache für die grönländische Identität nicht anerkannte. Der nach dem Zweiten Weltkrieg in der grönländischen Gesellschaft vorherrschende und von Augo Lynge personifizierte Wunsch nach Modernisierung und Europäisierung hielt nicht lange an. In den 1960er Jahren zeigten sich die Probleme für die grönländische Gesellschaft und es entstanden Forderungen nach grönländischer Autonomie und einer erneuten Grönlandisierung, da die dänische Kultur zu rasch Einzug nach Grönland gehalten hatte. Dies führte zur Einführung der Hjemmestyre im Jahr 1979. Innerhalb von nur rund 20 Jahren hatte sich so der grönländische Wunsch nach beispielsweise dem Einführen des Dänischunterrichts für alle in die Angst vor dem Verlust des Grönländischen als Untergang für die grönländische Identität gewandelt.

### Tod
In den 1950er Jahren war eines der wichtigen politischen Themen der Verkehr zwischen Dänemark und Grönland, der bis zum Krieg ausschließlich per Schiff abgewickelt worden war. Durch die Modernisierung wurde der Schiffsverkehr nach dem Krieg ganzjährig ausgeweitet. Aufgrund der Witterungsverhältnisse vor der grönländischen Küste im Winter hatte dies 1957 bei der Umanak beinahe zum Untergang geführt. Augo Lynge forderte aus diesen Gründen die Abschaffung des Winterverkehrs und stattdessen Fokus auf den Luftverkehr, der sich in diesen Jahren gerade zu entwickeln begann. Er unterlag politisch und es wurde das Schiff Hans Hedtoft gebaut, dass extra gut für den Winterverkehr ausgerüstet sein sollte. Nach der Jungfernfahrt von Dänemark nach Grönland fuhr das Schiff Ende Januar 1959 zurück nach Dänemark. Augo Lynge hatte sich anlässlich Weihnachten in seiner Heimat aufgehalten und sollte nun zurück nach Dänemark reisen. Das Schiff sank am 30. Januar 1959, wobei alle 95 Menschen an Bord ums Leben kamen, darunter einer von dessen größten Kritikern.
Augo Lynge wurde 59 Jahre alt. Er hinterließ seine Frau, zahlreiche Kinder sowie seine Mutter, die erst knapp zwei Jahre später starb. Nach ihm ist zudem die Straße Augo Lyngip Aqqutaa in Nuuk benannt.